# جریان‌سنج الکترومغناطیسی

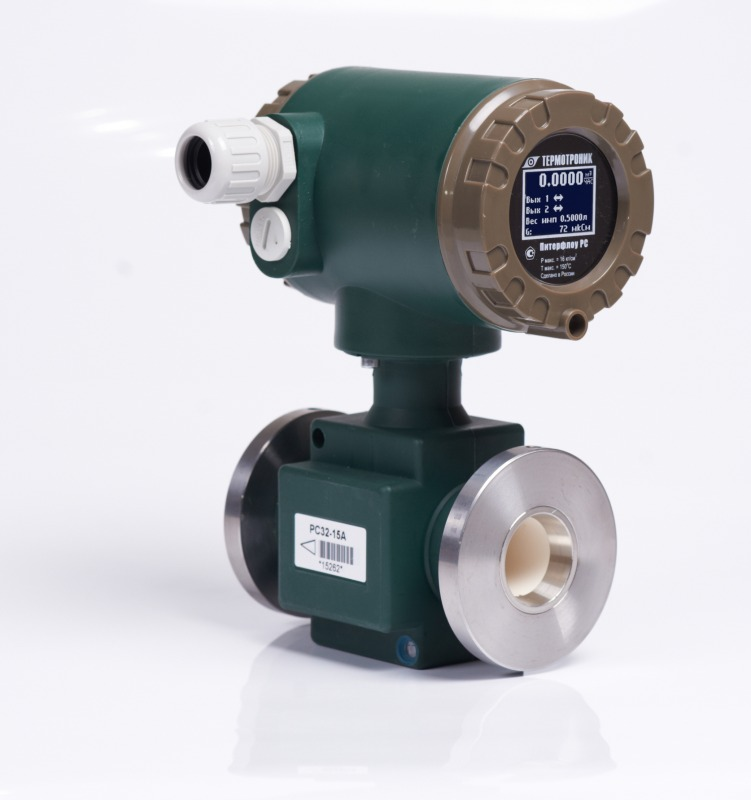
یک فلومتر مغناطیسی

## نحوه کارکرد فلومترهای الکترومغناطیسی
در چند دههٔ گذشته پس از ابداع  تکنولوژی  ساخت  فلومترهای  الکترومغناطیسی،  تکنولوژی‌های  دیگری مانند  فلومترهای اولتراسونیک  Ultra sonic Flow meters، فلومترهای توربینی Turbine Flow meters و غیره نیز ابداع گردید. ولی هیچ یک از این تکنولوژی‌ها، تاکنون نتوانسته‌اند با دقت و قابل اعتماد بودن مقادیر قرائت شده فلومترهای مغناطیسی برابری کند. پر واضح است از آنجا که سرعت در نقاط مختلف سطح مقطع لوله، متفاوت است (پروفیل سیال)، سرعت واقعی در هر سطح مقطع، میانگین سرعت کلیه نقاط آن است. علت دقت بالای کنتورهای مغناطیسی آن است که دبی لحظه‌ای اندازه‌گیری شده، میانگین دبی لحظه‌ای میلیون‌ها نقطه داخل استوانه کنتور است که دائماً در حال اندازه‌گیری می‌باشند. به عنوان نمونه در فلومترهای اولتراسونیک با دو سنسور، دبی اندازه‌گیری شده همواره میانگین دبی نقاط مختلف در روی مسیر حرکت سیگنال بین دو سنسور است نه نقاط داخل کل حجم لوله. در نتیجه بهترین دقت فلومترهای اولتراسونیک با دو سنسور ۱ ±  تا ۳ ±  درصد حداکثر مقدار قابل قرائت فول اسکیل (FS: Full Scale) می‌باشد، در حالی که دقت  فلومترهای  الکترومغناطیسی  ۱/. ±  تا ۵/. ±  درصد می‌باشد.

### اصول اندازه‌گیری فلومترهای الکترومغناطیسی
اصول اندازه‌گیری فلومترهای الکترومغناطیسی بر طبق قانون فارادی در مورد القاء مغناطیسی می‌باشد.
در صورت اتصال برق به یک سیم پیچ، یک میدان مغناطیسی در اطراف آن ایجاد می‌گردد. با عبور یک مایع رسانا مانند آب از این میدان، خطوط مغناطیسی آن قطع و در نتیجه ولتاژ ضعیفی ایجاد می‌گردد، که مقدار آن متناسب با سرعت عبور آب از میدان خواهد بود. این جریان توسط دو الکترود میدان دریافت، تقویت و در نهایت سرعت مایع مشخص می‌گردد. با توجه به مشخص بودن قطر لوله، دبی میزان جریان مایع معین می‌گردد.

### کاربردهای فلومترهای الکترومغناطیسی
بطور کلی فلومتر های الکترومغناطیسی یا مگنتیک فلومتر ها تنها قادر به اندازه گیری جریان عبوری مایعات (نه گاز و بخار) و آن هم تنها مایعاتی که رسانای جریان الکتریسیته هستند (نه آب مقطر) میباشند. صنایع و کاربردهای بسیاری در جهان وجود دارند که فلومترهای مغناطیسی در آنها به دلیل کاربری ساده و مزیت ها و ویژگی هایی که دارند به وفور مورد استفاده قرار گرفته و از محبوبیت های زیادی برخوردار هستند. در ادامه تعدای از این صنایع را مشاهده میفرمایید:
- تاسیسات آب وفاضلاب، خروجی سدها، چاه‌ها، ایستگاه‌های پمپاژ، خطوط آبرسانی شهری و روستایی همچنین اندازه‌گیری آب خام، شرب و یا تصفیه شده، هرزآب، فاضلاب
- صنایع شیمیائی، اسیدها، سودهای سوز آور، سریش، چسب
- صنایع غذایی، آب معدنی، شیر، ماست، دوغ، ملاس، شیره چغندر
- صنایع دارویی
- صنایع فلزی / معدنی
- صنایع کاغذ / خمیر کاغذ
- صنایع دریایی
- صنایع شبکه لوله‌های آب / مدیریت نشت آب
- صنایع آبیاری کشاورزی
- صنایع اندازه‌گیری / خرید و فروش آب